# Staroměstská exekuce

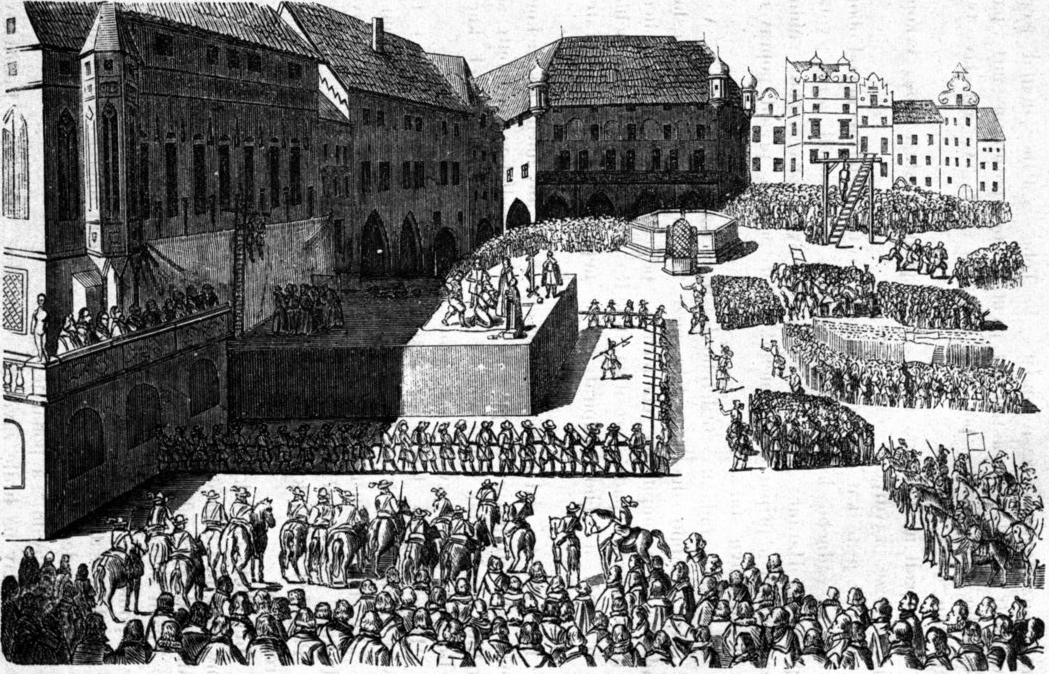
Staroměstská exekuce, kresba dle staršího dřevorytu, 19. století

Staroměstská exekuce ze dne 21. června 1621, známá také jako „poprava 27 českých pánů“, byla hromadná poprava dvaceti sedmi vůdců stavovského povstání (tří pánů, sedmi rytířů, 17 měšťanů) na Staroměstském náměstí v Praze. Představovala nebývale krutou tečku za událostmi, které začaly třetí pražskou defenestrací 23. května 1618 a skončily 8. listopadu 1620 porážkou stavovských armád v bitvě na Bílé hoře u Prahy.
Poprava byla šokujícím a hrozivým představením, které mělo dokázat tehdejší Evropě, že Habsburkové se nenechají zastrašit stavovským povstáním a žádná protestantská vzpoura nemůže ohrozit jejich autoritu. Tento akt ve svém důsledku upevnil vládu Habsburků na českém trůně a odradil potenciální opozici od jakékoli formy odboje.

## Dohra stavovského povstání
8. listopadu 1620 proběhla bitva na Bílé hoře a tím nastala fatální porážka protestantského odboje. Zatímco Fridrich Falcký uprchl do Slezska, čeští stavové museli uznat vládu Ferdinanda II. a pět dní po bělohorské bitvě žádali písemně císaře o odpuštění, moravští stavové taky kapitulovali, Rudolfův majestát byl zrušen a královským místodržícím byl ustanoven Karel I. z Lichtenštejna. Dne 17. února byl vytištěn a v Praze rozšířen patent vyzývající politické uprchlíky, aby se do šesti týdnů přihlásili k hrdelnímu procesu. Hledaní se většinou na výzvu sami přihlásili, pouze tři z nich se pokusili utéct. Dne 20. února 1621 bylo zadrženo celkem 61 osob, které byly drženy ve vězení v Bílé věži na Hradě.

### Soudní přelíčení
Soud započal hned první den a trval od 20. února do 29. března. Předsedou soudního tribunálu byl tehdejší královský místodržící Karel z Lichtenštejna, jeho zástupcem Adam z Valdštejna (strýc Albrechta z Valdštejna), zbytek soudu tvořili úředníci. Královským prokurátorem se stal Přibík Jeníšek z Újezda, bývalý písař, kterého direktoři vypověděli ze země. Tento soudní proces se neřídil platným zemským právem, ale císařskými směrnicemi a senát nesměl dát slovo obhajobě. Proti českým pánům byla vznesena tato obvinění: vymáhání Majestátu, poskytnutí peněz a verbování žoldnéřů stavovské armády, vyhazování místodržících z oken, obsazení hradu, vyhnání jezuitů, kupování statků konfiskovaných katolické církvi, vydávání hanlivých spisů, pobuřování obecného lidu a zločin urážky královského majestátu. Po zpracování výslechů (viz následující odstavec) se očekával postoj obhajoby, ale ve skutečnosti se obhajoba nedostala ke slovu, protože senát dostal takovou instrukci od císařského dvora. K důkazu viny stačil výrok soudu, že vina je všem „obecně známa“. Mezitím byl dán prostor i pražským katolíkům, kteří prahli po pomstě a tak udávali, čímž soudu velmi pomohli. Královský prokurátor podal 2. dubna 1621 žalobu a 5. dubna už visel rozsudek se jmény emigrantů na šibenicích pražských měst. Všichni byli odsouzeni k smrti. Nakonec bylo odsouzeno 30 mužů, z nichž pro 27 platil trest smrti, pro zbylé tři vyhnání z města. Slavata k tomu navrhoval zkonfiskovat majetek všem, kdo se účastnili povstání. Císařští rádci zasedající ve vídeňské komisi radili Ferdinandovi, aby rozsudek zmírnil. Navrhovali mu popravu devíti z každého stavu, ostatní měli být posláni do Toskánska a do Neapole na galéry. Nakonec se zrušilo i čtvrcení zaživa, došlo k němu posmrtně. Rozsudek byl přečten 19. června.
Mimořádný tribunál se odehrál i na Moravě, kde však z dvaceti rozsudků smrti nebyl vykonán ani jediný. Čelní představitelé slezských a lužických stavů podobnému soudu nebyli ani podrobeni.

### Výslechy
Vyslýchání probíhalo jednotlivě a každý z vězňů musel odpovědět na 236 otázek. Otázky byly pokládány německy i česky, protože dvorská rada měla zájem na důkladném a objektivním průběhu. Dochovalo se šest výslechových protokolů. Většina vyslýchaných odpovídala jen prostým ano nebo ne. Vyslýchaní se chovali různě, například Pavel z Říčan a Václav Pětipeský zaujali pozici nevinné oběti a popravišti unikli. Někteří si stáli za tím, že jednali v zájmu blaha českého lidu či bránění starých práv (Jindřich Otta z Losu), někteří se zdrceně přiznali k velezradě, jiní se snažili vykroutit a prosili o milost císaře, někteří nevypovídali (Václav z Michalovic, stařičký Kašpar Kaplíř), někteří udávali (Jáchym Ondřej Šlik), někteří se dokonce soudu vysmívali (osmdesátiletý Jindřich Otta z Losu). Devět odsouzených vypovídalo pouze německy.
Podle Komenského se jednalo o zbožné muže, kteří byli smířeni s mučednickou smrtí a odmítli Jezuitské nabídky milosti za podmínky vzdání se svého přesvědčení. Martin Fruwein z Podolí hřešil proti císaři nejvíce svými proslovy, a proto mu měl být vyříznut jazyk. Když ho stráže odváděly 7. června k dalšímu výslechu (tentokrát na mučidlech), požádal, zda by si mohl odskočit na toaletu a v podstřeší Bílé věže se protáhl vikýřem a skočil do Jeleního příkopu. Neušel však trestu rozčtvrcení, který byl vykonán později a jeho hlava byla vystavena poté na Koňském trhu.
Většina popravených, zvláště z měšťanského stavu, se provinila pouze tím, že buď přijali některý úřad, či poslechli příkaz stavovských direktorů.

## Seznam popravených

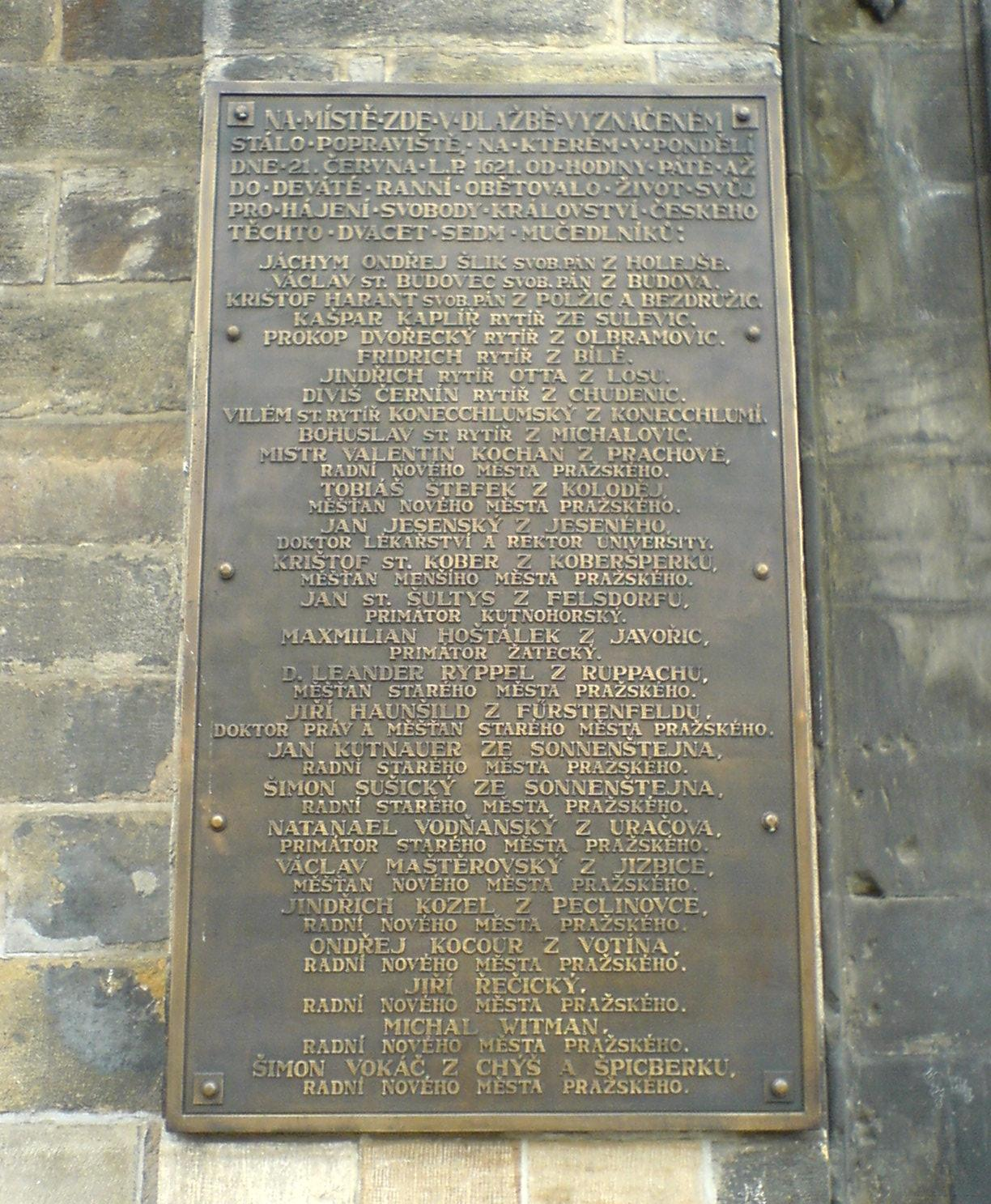
Pamětní deska na místě poprav se seznamem popravených

Odsouzeni byli nakonec přední představitelé povstání, někteří získali milost, u některých byl rozsudek zmírněn, u někoho naprosto zrušen. Tak se nakonec došlo k počtu 27 trestů smrti.
| 1. Jáchym Ondřej Šlik z Holíče 2. Václav Budovec z Budova 3. Kryštof Harant z Polžic a Bezdružic 1. Kašpar Kaplíř ze Sulevic 2. Prokop Dvořecký z Olbramovic 3. Fridrich z Bílé 4. Jindřich Otta z Losu 5. Diviš Černín z Chudenic 6. Vilém Konecchlumský z Konecchlumí 7. Bohuslav z Michalovic | 1. Valentin Kochan z Prachové 2. Tobiáš Štefek z Koloděj 3. Ján Jesenský 4. Kryštof Kober z Koberšperku 5. Jan Šultys z Felsdorfu 6. Maxmilián Hošťálek z Javořice 7. Leander Rüppel z Ruppachu 8. Jiří Hauenšild z Fürstenfeldu 9. Jan Kutnauer ze Sonnenštejna 10. Simeon Sušický ze Sonnenštejna 11. Nathanael Vodňanský z Uračova 12. Václav Maštěrovský z Jizbice 13. Jindřich Kozel z Peclinovce 14. Ondřej Kocour z Votína 15. Jiří Řečický 16. Michal Witmann 17. Simeon Vokáč z Chyš |

Dále měl být popraven i Martin Fruwein z Podolí, ale před exekucí spadl 7. června ze střechy a zabil se (není zcela jasné, zda šlo o vraždu, sebevraždu anebo uklouznutí při útěku); symbolicky bylo proto popraveno jeho mrtvé tělo.

## Poprava

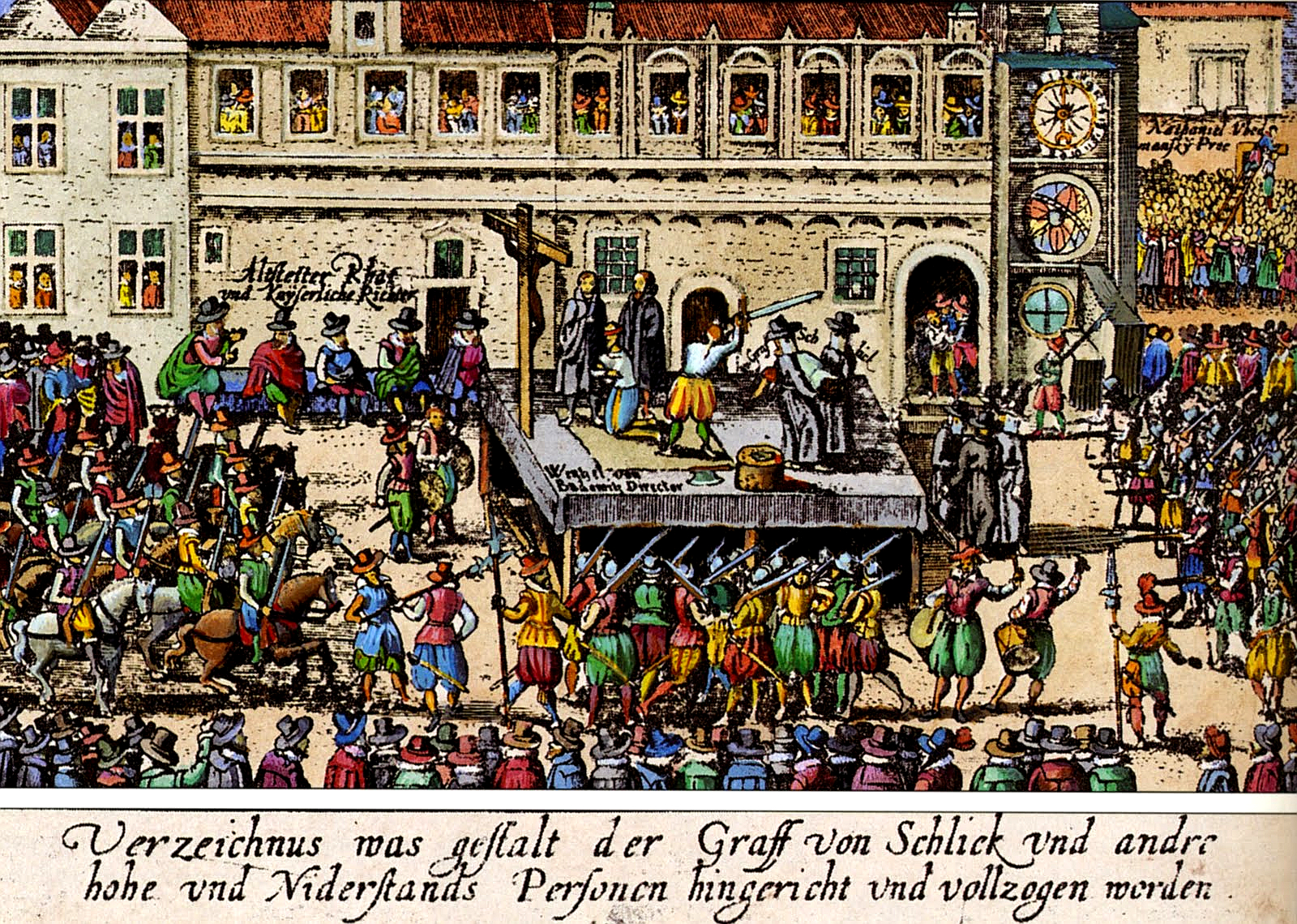
Poprava na Staroměstském náměstí

### Příprava
Poprava sedmadvaceti vůdců českého stavovského povstání začala 21. června 1621 v Praze na Staroměstském náměstí. Proces začal v pět hodin ráno. Byly uzavřeny brány města a císařské vojsko pod vedením generála Albrechta z Valdštejna[zdroj?] obsadilo náměstí, ovšem zasáhnout nemuselo, neboť popravy probíhaly až překvapivě klidně. Den před popravou navštívili odsouzené ustanovení duchovní, jedním z nich byl Viktorin Vrbenský. 
Na náměstí bylo postaveno lešení asi dvacet kroků dlouhé a široké, potažené černým suknem. Popravčím byl ustanoven kat Jan Mydlář, který měl připraveny čtyři meče. Popravy trvaly od páté hodiny ranní do deseti hodin.

### Průběh popravy
Jan Mydlář byl utrakvista, proto nechal odsouzené pomodlit se podle jejich přesvědčení před popravou. Odsouzenci přicházeli na pódium dle rodu, důstojenství a věku. První přišli na řadu direktoři ze stavu panského. Jáchymu Ondřeji Šlikovi byla nejdříve uťata hlava a poté pravá ruka. Další popravení, Václav Budovec a Kryštof Harant byli sťati mečem. Následovalo sedm odsouzenců ze stavu rytířského, kteří byli sťati, Bohuslavu z Michalovic k tomu byla uťata pravá ruka.

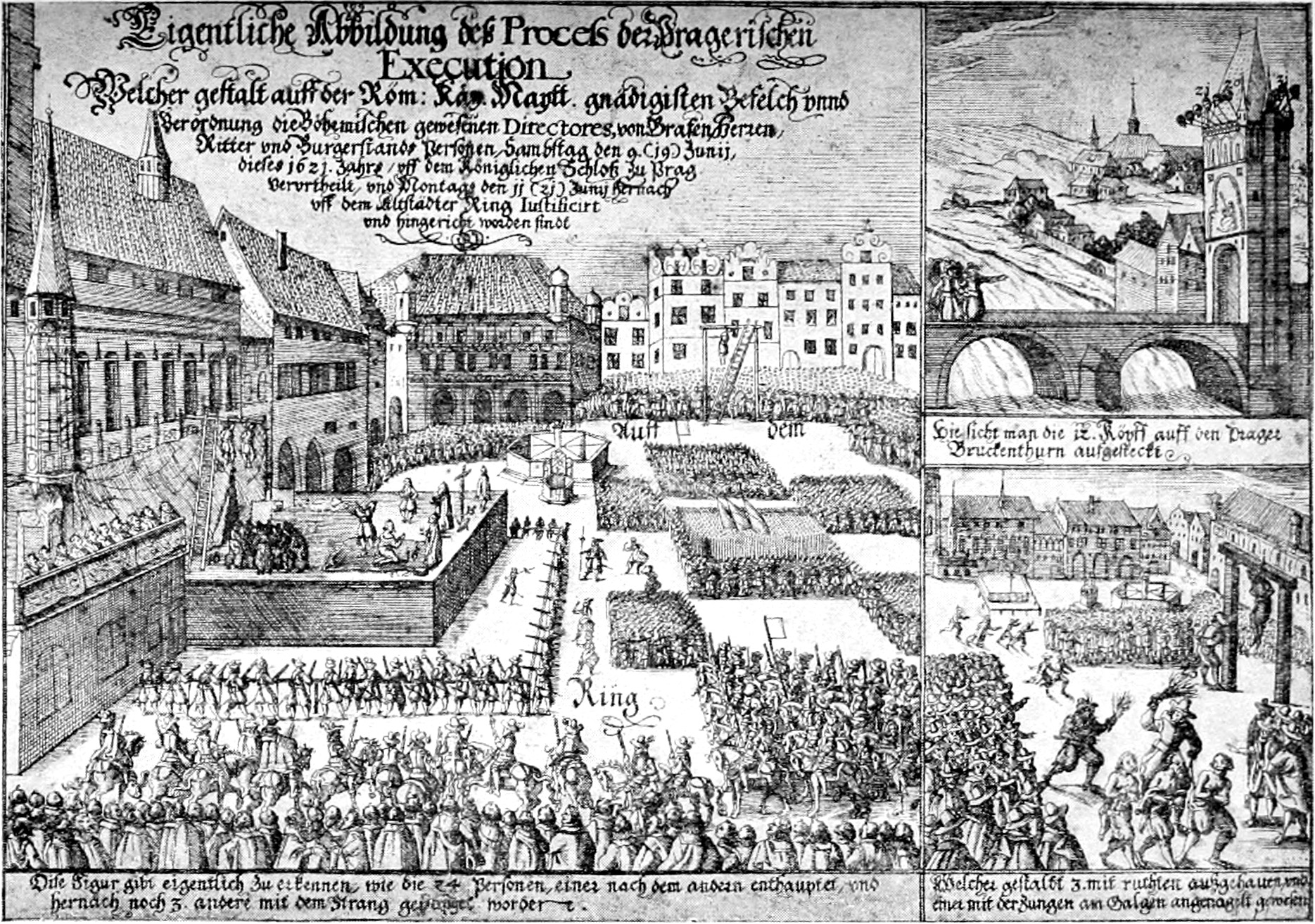
Poprava na Staroměstském náměstí podle rytiny z roku 1625

Po členech rytířského stavu měli být popraveni zemští direktoři z městského stavu. Jako první na jeviště vstoupil Jan Theodor Sixt z Ottersdorfu a již se chystal pokleknout, když se objevili jeho synovci, bratři Platejsové, se zprávou, že místodržící Karel I. z Lichtenštejna ortel pozdržel a rozkázal, aby byl Sixt odveden do vězení, kde se dočkal osvobozujícího rozsudku. Smrti se vyhnul i Pavel Kavka z Říčan, jemuž byl rozsudek změněn v doživotní vězení na hradě Zbiroh. Propuštěn byl v roce 1627, avšak zanedlouho zemřel. Na podobný čin čekali i příbuzní dalších odsouzených, především manželky, které daly vlivným politikům mnoho peněz a rodinných šperků.
Pět direktorů ze stavu městského bylo taktéž sťato. Následovala poprava Jana Jesenského, kterému byl nejdříve vyříznut jazyk, poté byl sťat, jeho tělo bylo rozčtvrceno a části těla byly nabodnuty na kůly umístěné po hlavních ulicích. Jan Jesenský byl potrestán nejpřísněji z několika důvodů. Jednak byl diplomatem ve službách stavů, který na uherském sněmu v Prešpurku přemlouval Uhry, aby se odklonili od císaře, a jednak proto, že napsal politicko-filosofický traktát Pro vindiciis contra tyrannos (česky Může být tyran svržen lidem?), ve kterém obhajoval právo lidu svrhnout panovníka, pokud nejedná v jeho zájmu. Podle Stanislava Sousedíka ho toto dílo učinilo ideologem stavovského povstání. Oběma Němcům byla před stětím hlavy uťata pravá ruka, ruka Leonarda Rüppela byla ještě před jeho smrtí pověšena na pranýři. Členové Jednoty bratrské byli oběšeni, což pro ně byla ta nejpotupnější smrt, zbylí měšťané byli sťati. Přední vůdci povstání byli rozčtvrceni a části jejich těl byly vystaveny na různých místech, dvanáct hlav bylo veřejně vystaveno. Dále byl městský úředník Mikuláš Diviš na hodinu přibit k šibenici za jazyk za to, že přivítal Fridricha Falckého při jeho příjezdu do Prahy (prameny se zmiňují o tom, že naštěstí nebyl porušen hlavní nerv a Diviš mohl po delší době opět mluvit).

### Těla popravených
Bezhlavá těla byla předána rodinám, které ostatky svých příbuzných se všemi obřady pohřbily. Dvanáct hlav Mydlář uložil do železných košů a bidly je připevnil na Staroměstskou mosteckou věž. Lebka Jáchyma Ondřeje Šlika na četné prosby jeho vdovy, hraběnky Šlikové, mohla být sňata již v květnu 1622 na příkaz Karla z Lichtenštejna a byla pochována k jeho tělu. Zbylých jedenáct hlav zde viselo až do vpádu saského vojska v listopadu 1631, poté byly sejmuty a se všemi poctami uloženy v Týnském chrámu. Po odjezdu saských vojáků v květnu 1632 při převzetí moci císařskými úředníky lebky záhadně zmizely.

### Katův meč
Po dlouhá léta mohli návštěvníci Národního muzea spatřit meč, na jehož čepeli byla vyryta jména jedenácti popravených. Měl to být jeden z popravních mečů kata Jana Mydláře, jedná se ovšem o primitivní padělek. Čepel pravděpodobně pochází ze 17. století, knoflík vyrobený ze slonové kosti je z 18. století a záštita až z 19. století. V podobném stáří je i další padělek, který roku 1878 koupil E. Molnár v Edinburghu u vetešníka. V současnosti jej lze najít ve sbírkách Husova domu v Praze. Padělatel se u tohoto výrobku dopustil fatální chyby, pravděpodobně z neznalosti historických pramenů, když v seznamu na čepeli vyryl jméno Jana Kutnauera, který byl ve skutečnosti oběšen.

## Osudy pozůstalých
Většina rodin byla zruinována konfiskací a zdrcena neúspěchem povstání. Manželky popravených doživořily zbytek života v bídných poměrech doma nebo v exilu, některé se znovu vdaly či dokonce konvertovaly ke katolictví (jako například vdova po Kryštofu Harantu). Šlikův syn zemřel za dva roky u příbuzných na Moravě. Budovcův syn Adam odešel se zimním králem do Haagu. Jeden z Kaplířových vnuků padl v exilu jako voják, druhý sloužil věrně Ferdinandovi II., což mu pomohlo v jeho kariéře: bojoval proti Švédům a proto byl v roce 1647 povýšen do panského stavu, v roce 1683 velel obraně Vídně proti Turkům. Syn Bohuslava z Michalovic, Smil, prý vedl v roce 1627 povstání sedláků v kraji kouřimském a čáslavském. Syn popraveného kutnohorského primátora Jiří Šultys z Felsdorfu, univerzitní mistr, padl jako důstojník benátského vojska ve válce proti Habsburkům. Oba synové Štefka zvolili dráhu politiků za hranicemi. O Jesseniovu dceru Julii se postaral kazatel od kostela Salvátora, německý mistr David Lippach, který to slíbil Jesseniovi v předvečer jeho popravy.

## Staroměstské náměstí

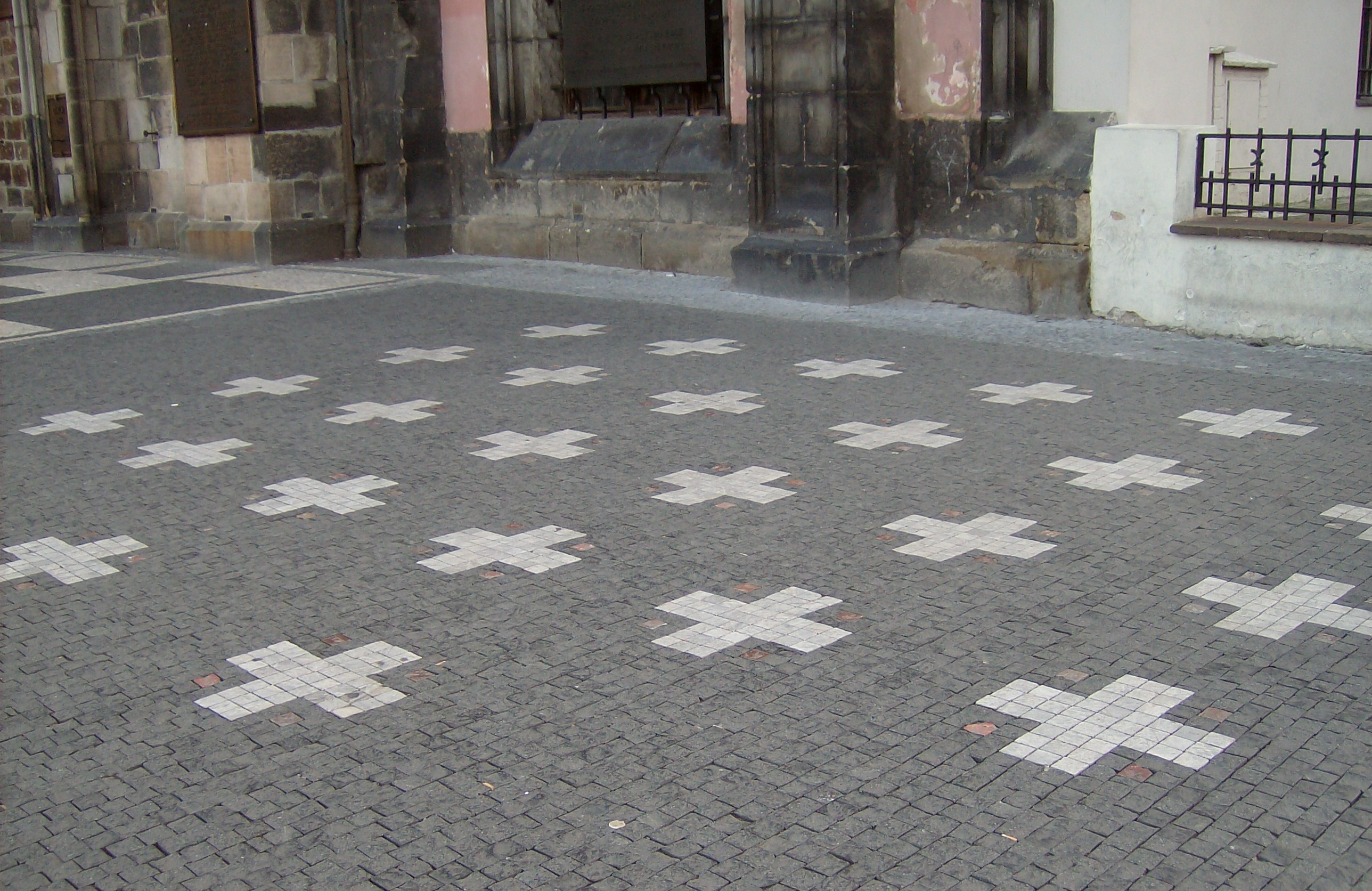
27 křížů na dlažbě v místech popraviště

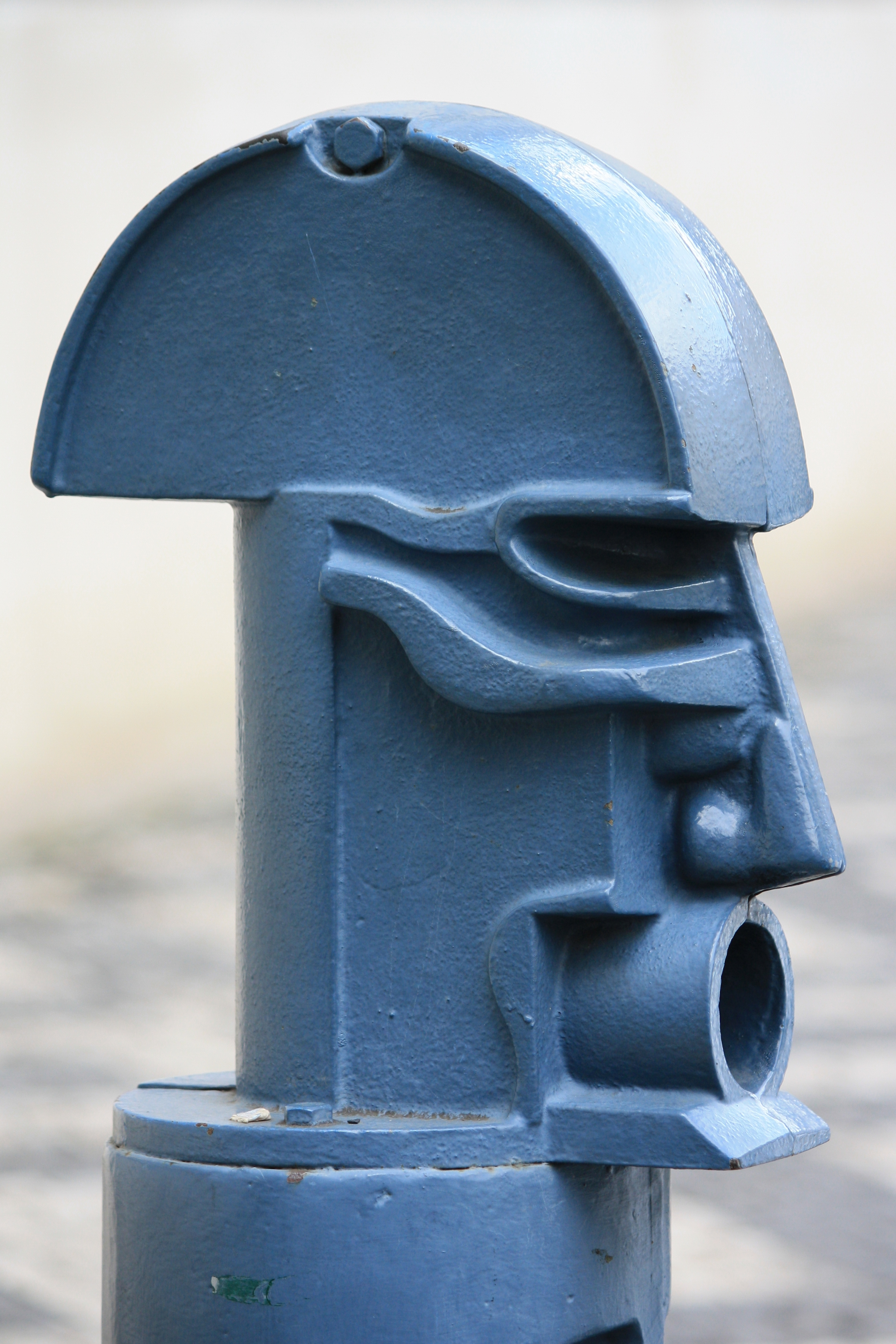
Detail skulptury před budovou Lichtenštejnského paláce na Malostranském náměstí v Praze připomíná 27 pánů. Autor Karel Nepraš

Místo popravy a smutný konec stavovského povstání připomínají dlažební kostky, které vyznačují prostor, kde stálo popraviště. Tyto bílé kříže zde byly umístěny během oprav Staroměstské radnice po druhé světové válce. Původní pódium rozebrali[kdy?] a věnovali klášteru milosrdných bratří v Praze Na Františku.

## Povstání a poprava očima historiků
František Palacký přirovnával události stavovského povstání k husitství s tím rozdílem, že český národ v této válce „nedovedl nic slavného, ale přišel bezmála na mizinu“. Antonín Gindely popsal stavovské povstání jako „hazardní podnik mužů, kteří dobře nezvážili své síly a schopnosti, výsledkem zahraničních politických zásahů a diplomatických intervencí“ a francouzský historik Ernest Denis popisuje stavovské povstání jako tragédii. Jeho výklad je literárně dramatický, psychologickosociální a deterministický. Je toho názoru, že za tento výboj lidstva zaplatil národ, který předstihl svou dobu, odtrhl se od tradice a otevřel lidstvu novou dráhu. Josef Pekař odsoudil povstání z nacionalistických pozic a kritizoval především poněmčování české společnosti v předbělohorském období vlivem luterství pronikajícího ze Slezska.
| „                            | [1621] Ačkoliv čáka a naděje byla, že vězněným osobám bude učiněna milost a zůstanou při hrdlech, nařízením Jeho Milosti Císařské byly odsouzeny k smrti. Jeden po druhém z radnice Starého Města pražského v hlavním rynku na theatrum k tomu připravené a černým suknem obestřené byli vyvedeni a mečem stínáni: Ondřej, hrabě Šlik, při tom pravá ruka uťata, Václav z Budova, Krištof Harant, který o svém do Svaté země putování knihu dal tisknouti, Kašpar Kaplíř ze Sulevic, věku svého osmdesáte let, Prokop Dvořecký, Bedřich z Bílé, Jindřich Otta z Losů, Vilém Konecchlumský, jehož tělo s hlavou do města Kutného Hory a odtud to Třebonína k pohřbu dovezeno, Bohuslav z Michalovic, pravá ruka mu uťata, Diviš Černín z Chudenic, aniž mu to spomohlo, že byl a zůstával římského náboženství. Z měšťanů: Valentin Kochan z Nového Města pražského, Tobiáš Šteffek z Nového Města pražského, Krištof Kobr z Nového Města pražského, Jan Šultys z Hory Kutné, byl tam prvním městským konšelem, jeho hlava do města Kutné Hory byla odeslána a na kolínské bráně vystrčena, Maxmilián Hošťálek z města Žatce, hlava jeho týmže způsobem odeslána do Žatce, Jan Jesenius, doktor, jemuž nejprve jazyk uřezali, sťat a čtvrcen, Jiřík Hauenšild, ruka mu uťata, Leander Rypl, právník, jemuž také ruka uťata, Václav Mateřovský, Jindřich Kozel z Nového Města pražského, odtud i Ondřej Kocour, Jiřík Řečický, Michal Witman, Simeon Vokáč. Počet sťatých dvacet a čtyři. Jan Kutnauer a Simeon Sušický byli oběšeni na trámě z okna radnice na Starém Městě pražském. Nathaniel Vodňanský oběšen na šibenici v Staroměstském rynku. Hrozné divadlo bylo z těch tak usmrcených. Dvanáct hlav sťatých bylo dáno a vystrčeno na bránu pražského velkého mostu u špitálu. Těla byla darována přátelům usmrcených k pohřbu. Actum té exekuce v pondělí po památce svatého Víta, 21. měsíce léta 1621. Na druhý den, v úterý, byli vymrskáni a zvypovídáni: Josef Kubín, řečník, prokurátor, za jazyk k šibenici přibit Mikuláš, starší služebník v Starém Městě pražském. To vše se dálo a konalo v přítomnosti vojenského lidu. Při té popravě troubeno a bubnováno, aby mluvení a naříkání těch, kteří brali konec, nebylo slyšáno. | “ |
| — Mikuláš Daczický z Heslowa | |   |

## Závěr
Poprava byla pouze jedním z důsledků stavovského povstání, které dopadlo neúspěšně. Dalšími důsledky byla dědičná držba české královské koruny v rukou Habsburků, což znamenalo dalších téměř 300 let jejich nadvlády. Dalším zásadním důsledkem byla následná rekatolizace, která znamenala velkou emigrantskou vlnu (což byla většina české inteligence) a obrácení těch, kteří zůstali. Německý jazyk byl zrovnoprávněn s českým.
Stavovské povstání nebylo záležitostí národní ani občanskou válkou uvnitř národa rozděleného náboženstvím, jednalo se o politickomocenský boj. V té době probíhal v Evropě boj o rovnováhu, Evropa byla rozdělena na katolickou a protestantskou, absolutistickou a stavovskou monarchii. Exekucí na Staroměstském náměstí slavila španělsko-katolická strana triumf vítězství. Nakonec ve třicetileté válce nebyli vítězové ani poražení, zbyla jen zničená Evropa. Svým významem zapadá do období změn, které se hnaly napříč Evropou a samo stavovské povstání odstartovalo konflikt, ke kterému již mocnosti spěly. Stala se tak zápalným sudem třicetileté války, první celoevropské krize, která vyústila z hluboké politické krize. Povstání proti Habsburkům nebylo revolucí, nýbrž stavovským povstáním, tj. bylo omezeno na privilegované středověké vrstvy. Přesně by bylo možné mluvit o stavovsko-šlechtickém povstání. Absence Moravy při zahájení povstání byla vážnou ranou v jeho prvním stadiu a zbavila povstání možnosti úspěchu v jeho počátcích.